# Ole Ernst
Ole Ernst, egentligen Ole Ernst Pedersen, född 16 maj 1940 i Köpenhamn, död 1 september 2013, var en dansk skådespelare. Han var far till skådespelaren Sara Qvist. Från 1974-1981 spelade han rollen som den naive polisassistent Holm i Olsen-banden-filmerna. Han medverkade i över 110 filmer och TV-produktioner. Sista rollen för TV var en mindre roll i kriminalserien Bron 2013.
Under senare delen av 1990-talet spelade han gåtmannen i tornet (motsvarigheten till Fader Fouras) i Fangerne på Fortet, den danska versionen av Fångarna på fortet.

## Filmografi (urval)
- 1967 – Min søsters børn på bryllupsrejse
- 1968 – Stormvarsel
- 1974 – Olsen-bandens sidste bedrifter
- 1975 – Olsen-banden på sporet
- 1976 – Dynamitgubbarna
- 1976 – Lämna oss i fred!
- 1976 – Huset på Christianshavn (TV-serie)
- 1978 – Olsen-banden går i krig
- 1979 – Olsen-banden overgiver sig aldrig
- 1981 – Olsen-bandens flugt over plankeværket
- 1981 – Olsen-banden over alle bjerge
- 1983 – Det är ett yndigt land
- 1984 – Drengen der forsvandt
- 1984 – Samson & Sally (röst)
- 1985 – De flyvende djævle
- 1985 – August Strindberg ett liv (TV-serie)
- 1987 – Epidemic
- 1988 – Vid vägen
- 1993 – Svart höst
- 1993 – Telegrafisten
- 1996 – En fri mand
- 1998 – H.C. Andersens skugga (röst)
- 2001 – Kommissarie Winter (TV-serie)
- 2002 – Okay
- 2003 – Rembrandt
- 2007 – Brottet (TV-serie)
- 2013 – Bron (TV-serie)

## Teater

### Roller (ej komplett)
| År   | Roll          | Produktion                    | Regi                | Teater               |
| ---- | ------------- | ----------------------------- | ------------------- | -------------------- |
| 1986 | Lord Burleigh | Maria Stuart Per Olov Enquist | Johan Bergenstråhle | Det Kongelige Teater |